# Адам і Хева
«Адам і Хева» (рос. «Адам и Хева») — російський радянський художній фільм 1969 року режисера Олексія Корєнєва за повістю дагестанського письменника Ахмедхана Абу-Бакара «Снігові люди».

## Сюжет
Згідно із законом шаріату чоловік, що дав розлучення дружині, може повернути її тільки після того, як вона вийде заміж і буде вигнана новим чоловіком...

## У ролях
- Фрунзик Мкртчян — Бекір
- Катерина Васильєва — Хева
- Георгій Гегечкорі — Адам
- Рамаз Гиоргобіані — Чамсула
- Авет Аветисян — Алі-Хужа
- Євген Лебедєв — Хамадар
- Любов Добржанська — Айбала
- Баріят Мурадова
- Іван Кузнецов — Кара-Хартум
- Юхим Копелян — текст від автора

## Творча група
- Сценарій: Ахмедхан Абу-Бакар
- Режисер: Олексій Корєнєв
- Оператор: Анатолій Кузнецов
- Композитор: Мурад Кажлаєв